# Burumistelfresser
Der Burumistelfresser (Dicaeum erythrothorax) ist eine Vogelart aus der Familie der Mistelfresser (Dicaeidae).
Der lateinische Artzusatz kommt von altgriechisch ἐρυθρός erythros, deutsch ‚rot‘ und altgriechisch θωραξ thorax, deutsch ‚Brust‘.
Früher wurde die hier beschriebene Art mit dem Halmaheramistelfresser (Dicaeum schistaceiceps) zusammen als konspezifisch angesehen und als Flammenbrust-Mistelfresser bezeichnet. 2007 wurden die Arten Burumistelfresser und Halmaheramistelfresser als eigenständige Arten abgetrennt.
Der Vogel ist endemisch auf den Molukken und kommt nur auf der Insel Buru vor.
Das Verbreitungsgebiet umfasst tropischen oder subtropischen feuchte Waldgebiete bis 1100 m Höhe.

## Merkmale
Der Vogel ist 9 cm groß. Der Kopf ist dunkelgrau grünlich glänzend, die Kehle weiß, die Brust hat einen großen leuchtend roten Fleck. Die Oberseite ist olivfarben, der Bürzel gelbgrün, die Flügeldecken und Handschwingen sind dunkelbraun mit breitem olivfarbenem Rand. Der mittellange Schwanz trägt eine breite schwarze Endbinde.
Die Art ist monotypisch.

## Stimme
Der Ruf des Männchens wird als gleichmäßig hohe, unterschiedlich schnell folgende Töne beschrieben.

## Lebensweise
Über die Nahrung liegen keine Informationen vor.
Die Brutzeit liegt wohl im Oktober oder November, das Nest ist eine ovale etwa 9 × 5,5 cm große Tasche.

## Gefährdungssituation
Der Bestand gilt als nicht gefährdet (Least Concern).